# 沙柳街道
沙柳街道是中华人民共和国浙江省台州市三门县下辖的一个街道办事处，由原沙柳镇于2013年11月撤镇设街道而成。总面积54平方千米，其中其中耕地5498亩，山林42699亩。
2013年11月15日，浙江省人民政府批复同意撤销沙柳镇建制，其行政区域由三门县政府直辖。
2013年11月18日，台州市人民政府批复同意在此区域内设立沙柳街道办事处，管辖原沙柳镇所辖34个村。街道办事处驻沙柳村柏树街1号（原沙柳镇政府办公楼）。

## 历史沿革
沙柳古称沙篓、沙娄，又称石马林，一直属于宁海县管辖。
清代，称沙篓庄。
民国初期，因其地盛长柳树和榉树，改名沙柳乡。
1983年5月，沙柳公社从宁海县划出，改隶于三门县。
1984年，改名沙柳乡。
1985年，撤销沙柳乡，设立沙柳镇。
1992年，原葛岙乡的7个村并入，组建新的沙柳镇。
2013年11月，撤销沙柳镇，设立沙柳街道。

## 行政区划
沙柳街道下辖以下村级行政区划单位：
后周村、道岸头村、殿后村、溪头杨村、沙柳村、坎头杨村、青叶村、前店村、华山村、上岙村、路下周村、路上周村、淡竹岙村、下南山村、前王村、后山周村、流洋村、大家园村、汪家洋村、岙里王村、板樟山村、书带看村、东坑村、西坑村、金板山村、卢林村、龙头背村、姚家村、外黎村、东头村、芦家塘村、大周村、曼岙村和南亭村。